# 江永華
江 永華（こう えいか、簡体字：江永华、ラテン文字翻記:Jiang Yonghua。1973年9月7日- ）は、中華人民共和国・黒竜江省鶏西市出身の元女子自転車競技（トラックレース）選手。

## 経歴
2002年8月、当時の500m個人タイムトライアルの種目としては世界最高記録となる、34.000秒を樹立。同年韓国・釜山で行われたアジア競技大会・500m個人タイムトライアルにおいて、大菅小百合らを破り、同大会同種目初代優勝者の座に就く。また同年、中国テレビスポーツ賞・年間突破賞を受賞。
2004年、5月にメルボルンで開催された世界自転車選手権、8月開催のアテネオリンピックの500m個人タイムトライアルにおいて、いずれもオーストラリアのアンナ・メアーズに続き2位（銀メダル）。なお、江が保持していた500m個人タイムトライアルの世界最高記録は、アテネオリンピックで優勝したメアーズが33.952秒を記録して更新した。